# Von Rosenska huset

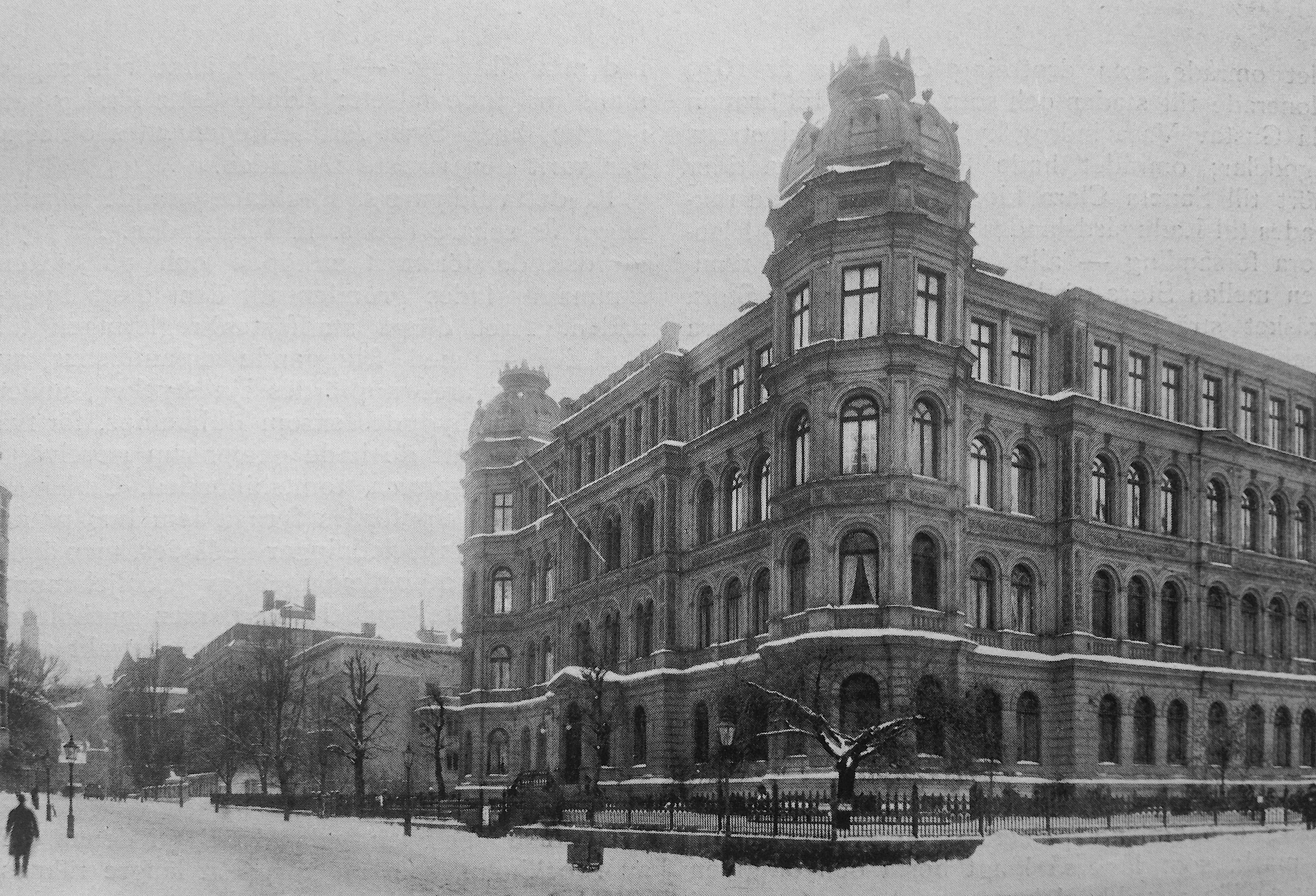
Östermalmsgatan 48 (nuv. 45) i "Svenska hem i ord och bilder" 1925.

von Rosenska huset, även kallat Håvanderska huset, var ett fristående flerbostadshus inom kvarteret Granen i hörnet av Östermalmsgatan och Floragatan i Villastaden på Östermalm i Stockholm. Huset med sin rikt dekorerade fasad i nyrenässans och kupolkrönta hörntorn uppfördes 1881-84 med Helgo Zettervall som arkitekt, men revs 1958. 
Byggherre var byggmästaren Håkan Olsson Håvander. Vid uppförandet innehöll huset bostadsvåningar om 7-10 rum vardera, samt ett stall. Hyreshuset var det första i staden med centralvärme. Håvander bebodde även själv huset, men sålde fastigheten 1889 till löjtnanten vid dragonregementet Gillis Boy, som i sin tur sålde vidare till generallöjtnanten greve Reinhold von Rosen. von Rosen med familj bodde i husets östra del där två våningar slogs ihop och förenades via ett internt trapphus. 
Byggnaden uppvisade vissa likheter med Bolinderska huset i Stockholm och Palais d'Ask i Lund, även dessa ritade av Zettervall. 
Innan rivningen 1958 fotograferades huset av Lennart af Petersens. På platsen uppfördes ett nytt flerbostadshus ritat av Sven Markelius.

## Bilder

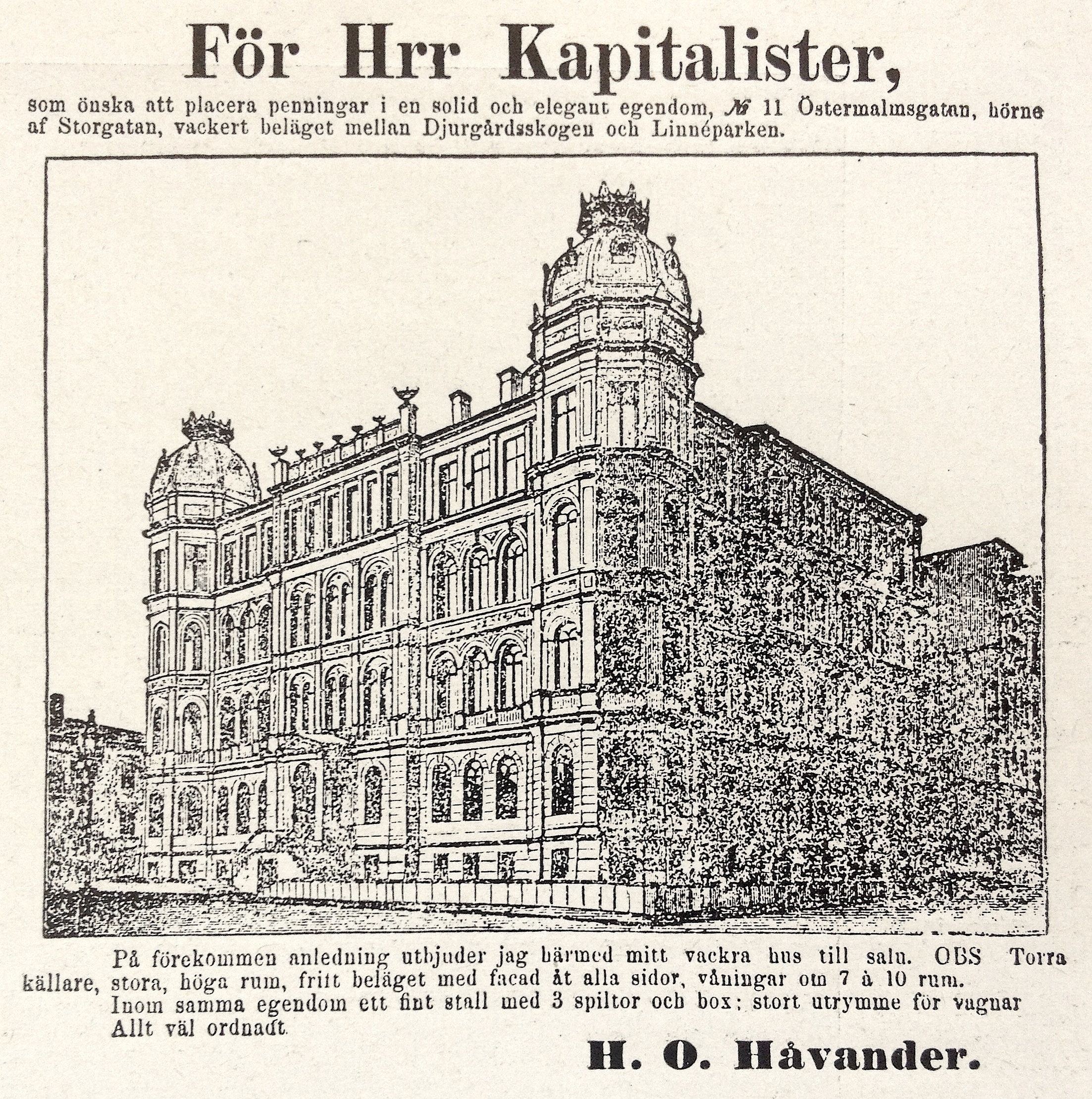
Håvanders annons om försäljning av Östermalmsgatan 48 (nuv. 45) i Dagens nyheter den 15 juli 1889.
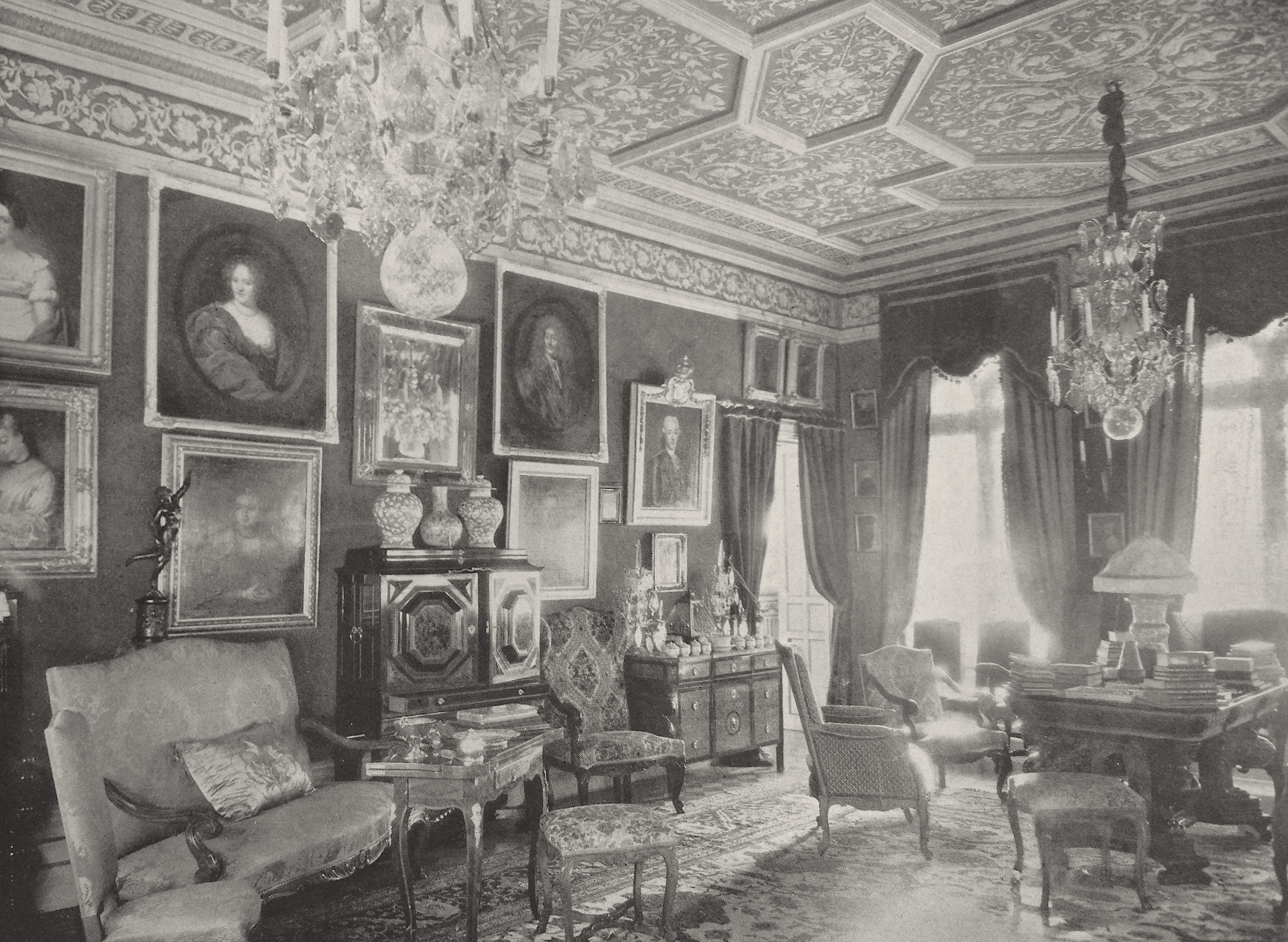
Salongen i greve Reinhold von Rosens hem, ur "Svenska hem i ord och bilder", 1925.
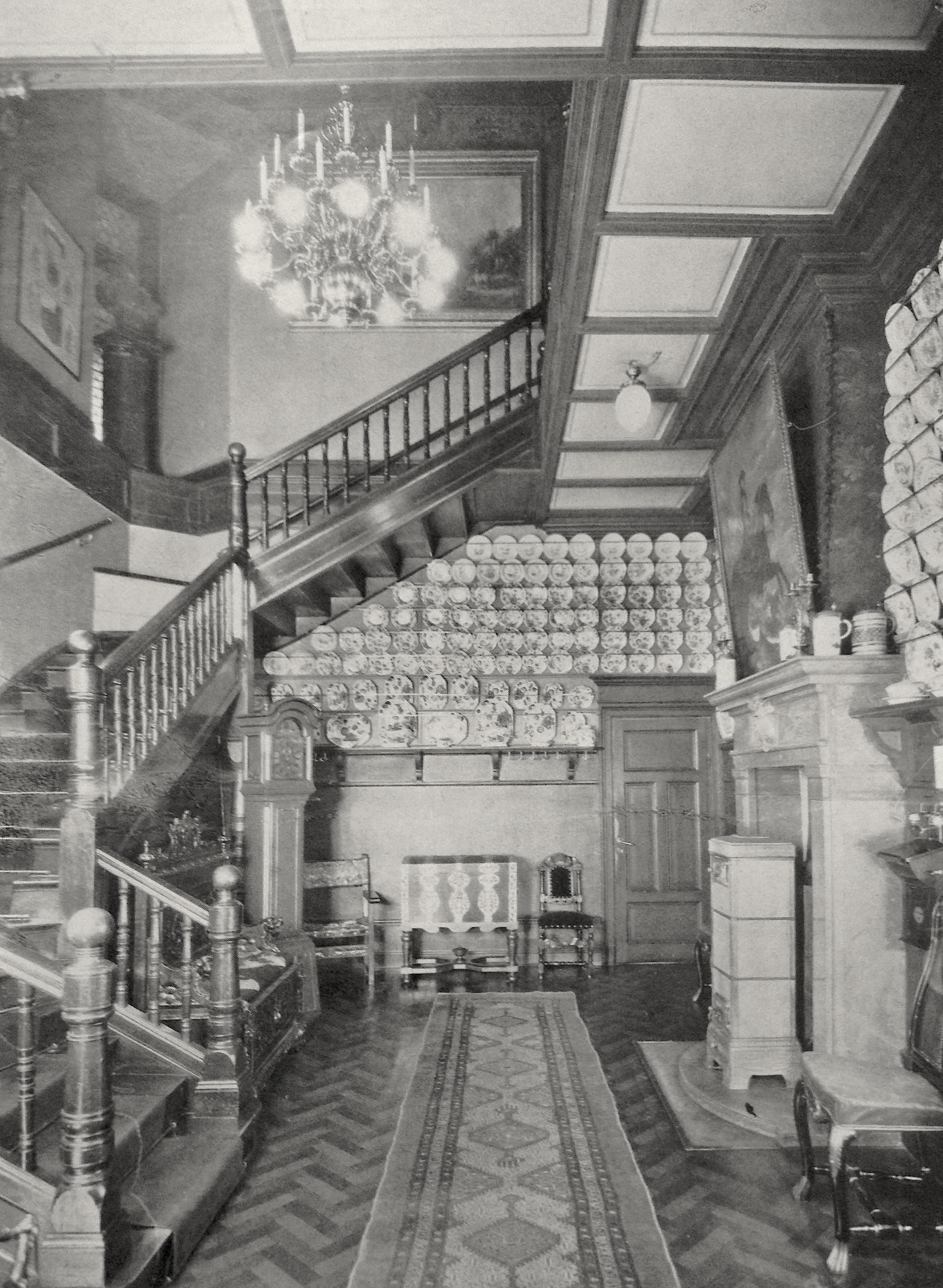
Trapphallen i greve Reinhold von Rosens hem, ur "Svenska hem i ord och bilder", 1925.
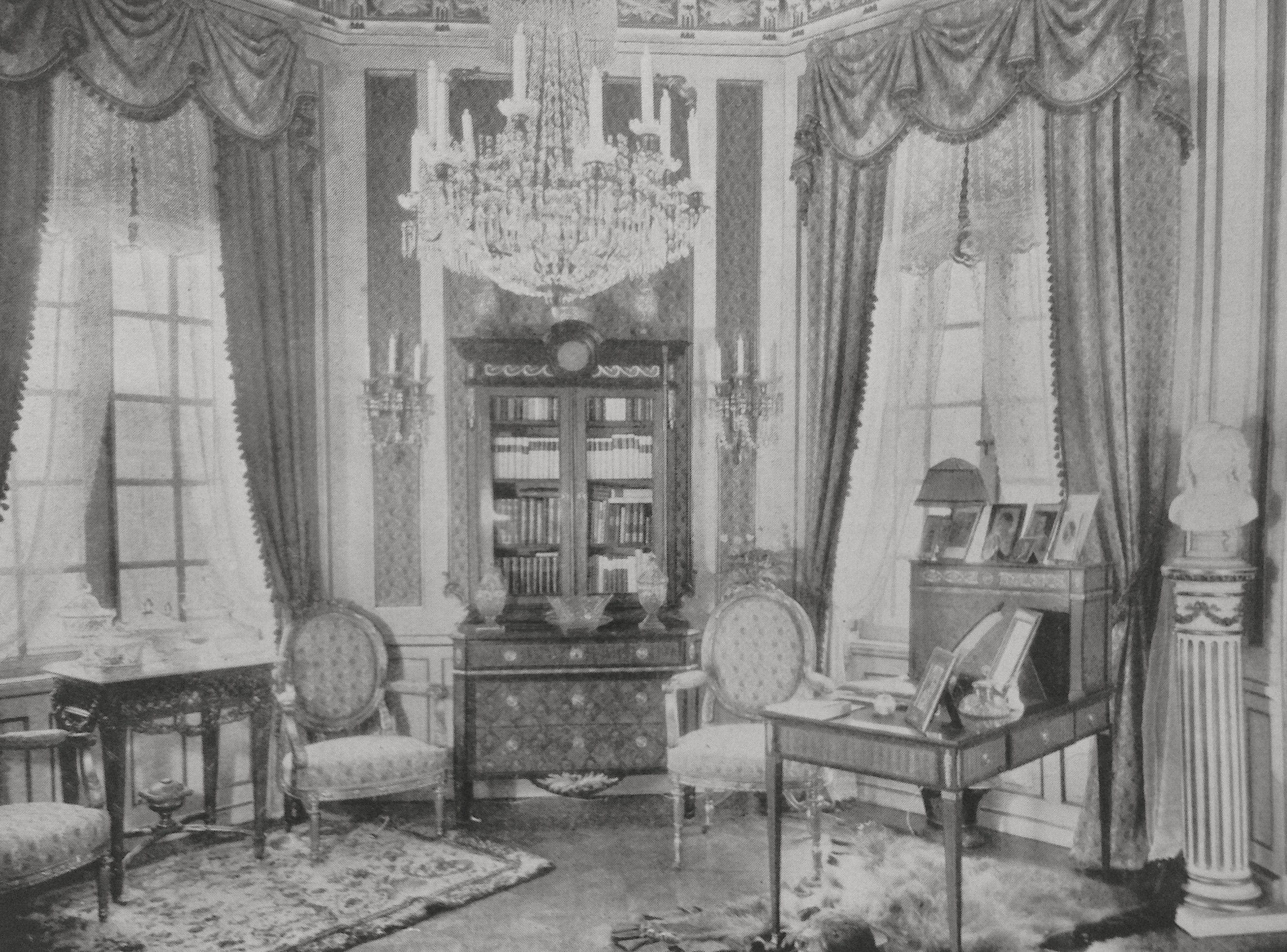
Grevinnans skrivrum i greve Reinhold von Rosens hem,  ur "Svenska hem i ord och bilder", 1925.